# GPLフォント例外
GPLフォント例外（GPLフォントれいがい、英: GPL font exception clause、略称: GPL+FE）とは、GPLの下頒布されるデジタル・フォントを電子文書ファイルに埋め込む際に、ファイル自体へのコピーレフト制約を例外回避させるGPLの追加的条項、もしくはその例外条項付きGPLである。

## フォント例外条項
GPLフォント例外は、デジタル・フォントのライセンスのベースとしてGPLを採用し、デジタル・フォントをPDFファイルなどのドキュメントファイルに埋め込んだ際に、GPLのコピーレフト制約を例外的に回避することを許諾する条項である。
フォント例外条項をGPLに提示するには、デジタル・フォントの著作者が、頒布するフォントに添付のGPL条文テキストの末端に次の文言を追加する。
以下は試訳である。
これは、フォント例外条項が「例外的に」GPLの保護対象から埋め込み先ドキュメントを外すものであるに過ぎず、「ドキュメントがコピーレフトの影響を決して受けない」という訳ではないということを再確認するものである。またドキュメントをコピーレフトの庇護下におくことを望む場合、フォントのライセンシーがこの例外条項を削除できる。これはフォント例外条項がGPLの追加的許可条項であり、規定によりライセンシーはフォント著作者に無断で任意に追加的許可条項を削除できるためである（GPLv3では第7項に規定されている）。
GPL+FEはコピーレフトによるオープンソース・デジタル・フォントの共有のための戦略的手法であり、SIL Open Font License（SIL OFL, OFL）に対抗するものである。

## 発端
GPLのライセンス発行元であるフリーソフトウェア財団（Free Software Foundation, FSF）はフォントに関してもライブラリのリンク同様（ライブラリ・リンクに関しては当該記事参照）、フォントを埋め込んだドキュメントがフォントの派生物や二次的著作物であると主張している。従ってGPLのコピーレフト要件により、原則GPLフォントを埋め込んだドキュメントはGPLの保護対象となる。すなわちGPLで利用を許諾しなければならない。もしそれが不可能な場合、例えばドキュメントのテキストが独占的条件でのみ利用が許可されている場合、はその結合されたドキュメントは法的には頒布できなくなる。
存在しないGPLフォントの場合、デスクトップ・パブリッシング（DTP）に使用される可能性のあるフォントをオープンソース・プロジェクトが頒布する際に法的な矛盾を抱える場合がある。
フォント例外条項は2005年4月、FSFの「GPLコンプライアンス・エンジニア」（"GPL compliance engineer"）であるデイヴィッド・「ノヴァリス」・ターナー（David "Novalis" Turner）により策定された。フォント例外の適用範囲について、以下のように述べられている。
我々が考えている状況とは、フォントが単にドキュメント内で参照されているものではなく、ドキュメント内に埋め込まれているものである。フォント埋め込みとは当該フォントをインストールしていないマシン上でさえもドキュメント作者の意図通りの表示を可能にする。よって、著作物である当該ドキュメントは、当該著作物とは別個の著作物（another work）であるフォント・プログラムの派生物（derived work）となるであろう。当然だがそのドキュメントのテキストをフォントを組み込まず頒布する場合はなんら制限を受けない。—デイヴィッド・「ノヴァリス」・ターナー、2005年、Scribusメーリングリスト

## 評価
Free Software Magazineの編集者テリー・ハンコック（Terry Hancock）によると、「他にもいくつかフリーフォント（フリーソフトウェア・フォント）・ライセンスが存在するが、フォント例外条項付きGPLがもっとも単純かつ互換性が高い。」と述べている。
Libre Graphics Magazineのデイヴ・クロスランド（Dave Crossland）の説明によると、「コピーレフト・フォントというのは、仮に通常、フォントの利用条件に例外条項が存在しない場合、それを利用するドキュメントに思わぬ影響を与える（出し抜く、overreach）場合がある。そのような例外条項とは即ち、ドキュメントに含まれているテキスト、写真イメージなどの画像、図版、意匠などが利用の際に要求する許諾条件・ライセンスに影響を与えることなく、フォントの一部とドキュメントを結合する（combine）ことを可能にする追加的許可条項（additional permission）のことである。こんにち、自由な利用を許可するフォント（"libre" font）の大半はSIL OFLまたはフォント例外条項付きGNU GPLのようなコピーレフトライセンスで利用が許諾されている（両ライセンスについては、GNUプロジェクトのGPL遵守の為の基準を述べた"GPL FAQ"でも解説されている）。」
レッドハットのFedoraプロジェクトは、2007年にFedora Linuxと共に頒布するLiberation fontsパッケージ（GPLv2）のライセンスにフォント例外条項を追加した。これらのライセンス制限に対する議論はDebianコミュニティにも飛び火し、GPL+FEを懸念するメンバーの間で更なる議論を巻き起こした。
Ubuntuコミュニティは、Fedora、Debian両コミュニティによる注意喚起により、これに追随してSIL OFLをベースとしたUbuntu Font Licenceを策定した。独自のライセンスを策定したのは、SIL OFLもGPL+FEも共に彼らにとって満足いくものではなかったためである。